# Driestreepboomgors
De driestreepboomgors (Microspingus trifasciatus synoniem: Hemispingus trifasciatus) is een zangvogel uit de familie Thraupidae (tangaren).

## Verspreiding en leefgebied
Deze soort komt voor in de Andes van zuidoostelijk Peru tot noordelijk Bolivia (La Paz en Cochabamba).

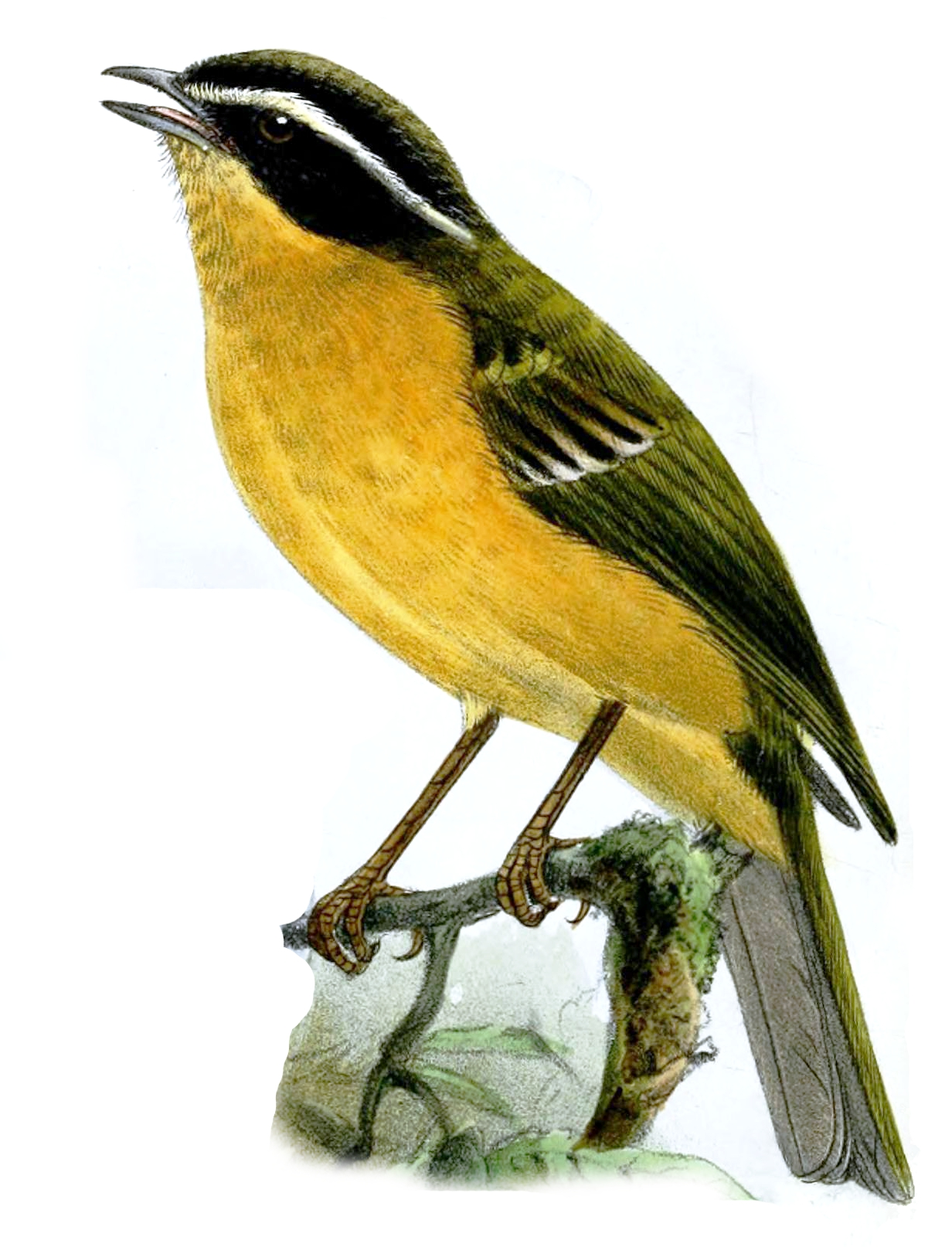